# Lola Vilar Gallego
Dolores Vilar Gallego (Castellón de la Plana, 4 de mayo de 1900-Valencia, 28 de octubre de 1992), más conocida como Lola Vilar, fue una pediatra española, una de las principales impulsoras y presidente de la Asociación Española de Mujeres Médicos. Fue miembro y vicepresidente de la Asociación Internacional de Mujeres Médicos.

## Biografía
Lola Vilar nació en Castellón de la Plana, en la región de Valencia. Fue la mayor de tres hermanas. Su padre era maestro de escuela. Era una estudiante distinguida, por lo que decidió realizar estudios superiores en Medicina. Asistió a la Universidad en Madrid, donde solo había otra mujer matriculada en medicina. Tras graduarse con las calificaciones más altas de su clase, inició estudios de doctorado y una especialización en Pediatría en la misma universidad. Se trasladó a Paris para completar la especialidad. Volvió a Paris dos años después para aprender nuevos tratamientos para la tuberculosis infantil.
En 1930 figura como presidenta de la sección de pediatría del Instituto Médico Valenciano. Formó parte del equipo médico del Dispensario Antituberculoso Central de Valencia, fundado en 1933 bajo la dirección de Luis de Velasco Belausteguigoitia. Tras contraer matrimonio con Gerardo Roger Arbona, la pareja viajó a Alemania para visitar centros de tratamiento para la tuberculosis. Volvieron a España poco después del comienzo de la Guerra Civil. A los pocos años nació su hijo Ricardo, que también estudió Medicina y ejerció como pediatra.
La consulta privada de Vilar en Valencia prosperó. En las décadas siguientes empezó a asistir a congresos de la Medical Women's International Association (MWIA) o 'Asociación Internacional de Mujeres Médicos', organización que tenía entre sus fines fomentar la igualdad de oportunidades para las mujeres en la profesión médica y de la que llegó a ser vicepresidenta. Inspirada por esta organización, impulsó la formación de Asociación Española de Mujeres Médicas, organización fundada en 1965 con similares objetivos, con actividad hasta 1978.